# Renedo de Valdavia
Renedo de Valdavia es una localidad de la provincia de Palencia (Castilla y León, España) que pertenece al municipio de Buenavista de Valdavia. Ubicada a los pies de la ruta Jacobea que unía San Vicente de la Barquera con Carrión de los Condes a través del Camino Real de la Valdavia.

## Historia

### SigloXIX
Así se describe a Renedo de Valdavia en la página 413 del tomo XIII del Diccionario geográfico-estadístico-histórico de España y sus posesiones de Ultramar, obra impulsada por Pascual Madoz a mediados del siglo XIX:

RENEDO DE VALDAVIA

Villa con ayuntamiento al que están agregados Polvorosa y Valles de Valdavia en la provincia de Palencia (12 leguas), partido judicial de Saldaña (2 1/2), audiencia territorial y capitanía general de Valladolid (20), diócesis de León (16).
Situada en terreno llano y en el centro del valle de Valdavia; su clima es templado, combatido por los vientos de N y O, y las enfermedades más comunes son fiebres catarrales, intermitentes y pulmonías.
Consta de 80 casas; escuela de ambos sexos solo en invierno, concurrida por 25 niños y 12 niñas y dotada con 12 fanegas de trigo y la retribución de los discípulos; iglesia parroquial (San Esteban) servida por un cura de entrada y de provisión en patrimoniales y por un beneficiado, al O 1/2 cuarto de legua de la villa la ermita de Santa Marina derruida.
El término confina por N Polvorosa; E Revilla de Collazos; S Arenillas de San Pelayo, y O Valles y Mazuelas; el terreno disfruta de monte y llano y es bastante fértil, y en especial el centro del valle próximo al citado río.
Al E y O hay 2 pedazos de monte poblado de roble y arbustos, y a las inmediaciones de la villa dos arboledas de olmo y chopo, que ofrecen hermoso aspecto; los caminos son locales y en mediano estado; la correspondencia se recibe de Saldaña.
Producciones: trigo, cebada, centeno, avena, garbanzos, titos, lino y varias clases de hortalizas; se cría ganado lanar, mular, caballar y asnal; caza de liebres, perdices y otras aves y pesca de anguilas, truchas, barbos y peces.
Industria: la agrícola, 2 molinos harineros y uno de aceite de arder; las mujeres se ocupan en trabajar el lino hasta hacerlo lienzo, para cuyo objeto hay varios tejedores.
Población: 35 vecinos, 132 almas.

Capital productivo: 53.985 reales. Imponible: 1.213.

### SigloXX
En 1975 se fusionan los antiguos municipios de Arenillas de San Pelayo, Buenavista de Valdavia y Renedo de Valdavia, siendo capital del nuevo municipio Buenavista de Valdavia.

## Geografía humana

### Demografía
| Gráfica de evolución demográfica de Renedo de Valdavia entre 1842 y 1970 |
| |
| Población de derecho según los censos de población del INE Población de hecho según los censos de población del INEEntre el censo de 1857 y el anterior, crece el término del municipio porque incorpora a 345074 (Polvorosa de Valdavia) Entre el censo de 1981 y el anterior, este municipio desaparece porque se integra en el municipio 34037 (Buenavista de Valdavia) |

Evolución de la población en el siglo XXI
| Gráfica de evolución demográfica de Renedo de Valdavia entre 2000 y 2020 |
|                                                                          |
| Población de derecho (2000-2020) según el padrón municipal del INE       |

### Economía
La economía local se basa tradicionalmente en la agricultura y la ganadería.

## Patrimonio

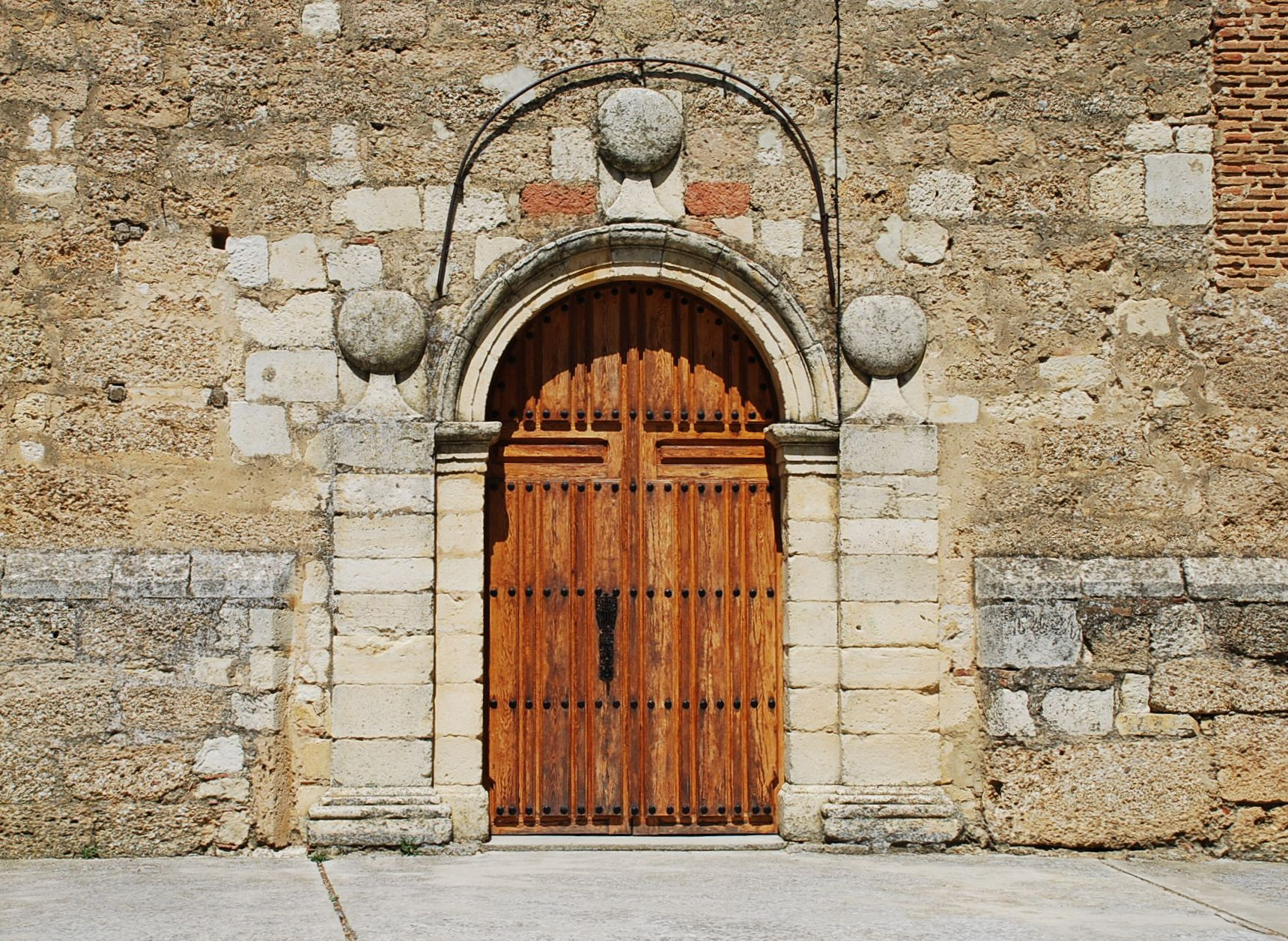
Puerta de la iglesia de San Esteban

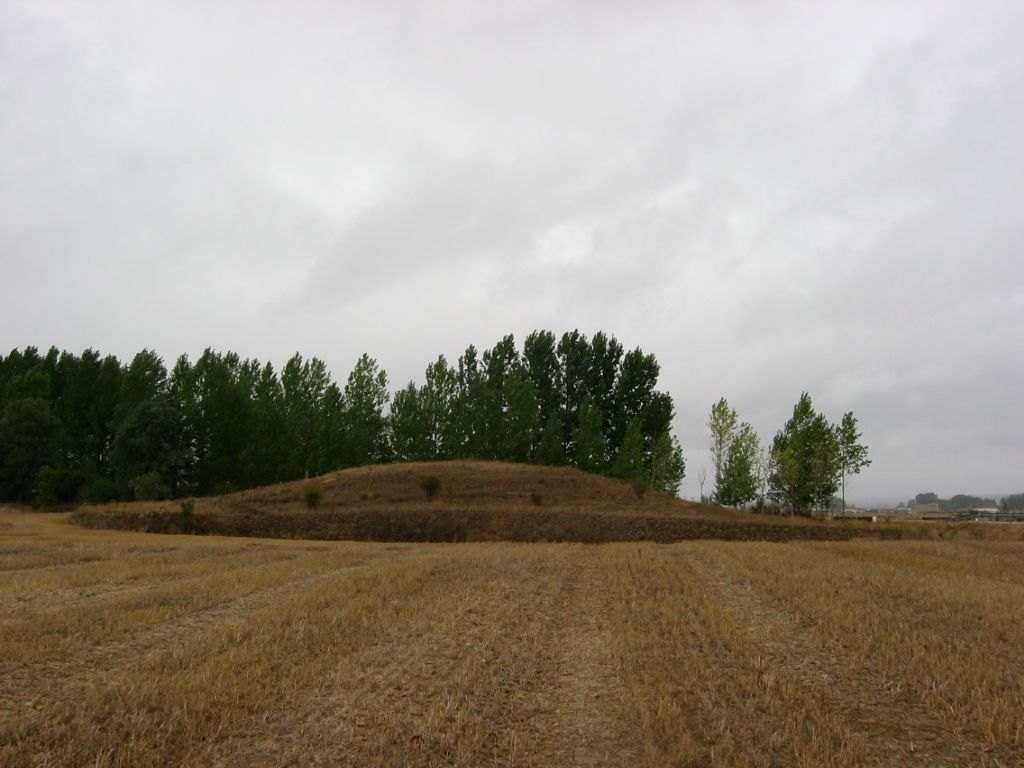
Mota donde se erguía el antiguo castillo de Renedo de Valdavia

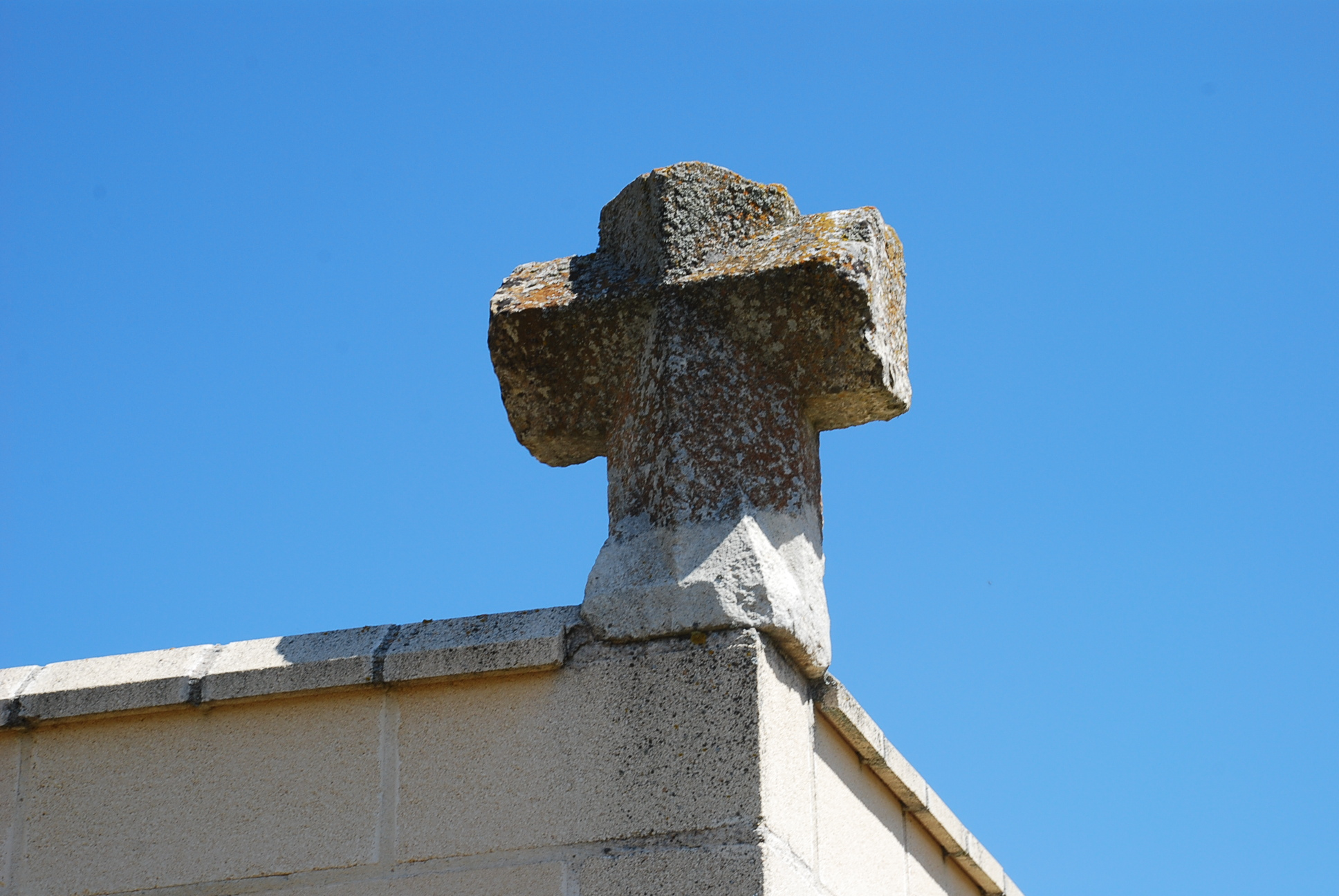
Antiguo crucero reutilizado en la esquina suroeste del cementerio, desplazado de su anterior ubicación en la puerta central del lado oeste del cercado.

- Iglesia de San Esteban: Destaca en su interior una pila bautismal, datada en el siglo XIII, y proveniente con toda probabilidad del monasterio premostatense de la vecina Arenillas de San Pelayo. Destaca como valor histórico por sus relieves de Los Reyes Magos, La Virgen y San José con El Niño, Sansón y el León, Santo Obispo y San Jorge.

Dicha pila bautismal apareció en un sello dedicado a la Navidad emitido el 12 de octubre de 1974.
- Castillo: Actualmente solo se conserva una pequeña elevación o mota a la salida del pueblo en dirección Buenavista se levanta una pequeña mota conocida como El Castillo, en la confluencia entre el río Avión con la carretera de la Valdavia. Pequeña fortaleza medieval que sirvió de enlace entre el Castillo de Agüero en Buenavista y el de Castrillo. En los lados sur y oeste de la elevación aún se conservan vestigios de un foso que rodeaba el castillo, así como restos de una pequeña muralla o barrera de cal y canto a ras de suelo. Por el norte el propio río servía de foso natural, mientras que por el este discurre la carretera en cuya construcción o arreglo se pudo destruir el foso. En las tierras de labor circundantes se aprecian abundantes restos de cantos provenientes de la barrera y de la propia fortaleza. Sin embargo, en la propia loma, abundan más los restos de tejas, lo cual puede indicar que la construcción del cuerpo central, tal vez fuera ejecutada con mortero de cal y canto, forrada de sillares al estilo del dastillo de Saldaña. Esta teoría podría estar avalada por el hallazgo de una piedra de sillería de 1,5 x 1,0 m hallada en la propia cota así como el hecho de que la torre de la iglesia está hecha con sillares, hábito poco común en el resto de pueblos circundantes.
- Casa de la Calle Abajo 5: Buen ejemplo de arquitectura tradicional de la zona en poste y carrera en regular estado de conservación por esta misma causa.
- Crucero: En el cementerio se conservan los restos de una cruz hecha en piedra, reaprovechada en varias remodelaciones del terreno destinado a enterrar cadáveres.

## Fiestas
Fiestas en honor a San Esteban, 3 y 4 de agosto.